# Sunder Lal Hora
Sunder Lal Hora est un ichtyologiste indien, né en 1896 et mort le 8 décembre 1955.
Il est célèbre pour son hypothèse Saptura, une théorie biogéographique expliquant que la série de hauteurs du centre de l’Inde, la région de Saptpura, a joué le rôle de point ayant permis à la faune malaise de coloniser la péninsule indienne et les Ghats occidentaux.
Un genre de poisson, Horaichthys, lui a été dédié.

## Liste partielle des publications
- Hora, S. L. 1944. On the Malayan affinities of the freshwater fish fauna of Peninsular India, and its bearing on the probable age of the Garo-Rajmahal Gap., Proc. Nat. Inst. Sci. India, 10 (2) : 423-439.
- Hora, S. L.  1949. Satpura Hypothesis of the Distribution of the Malayan Fauna and Flora to Peninsular India, Proc. Nat. Inst. Sci. India, 15 (8) : 309-314.

## Source
- Traduction de l'article de langue anglaise de Wikipédia (version du 1er mai 2006).